# Voetbalkampioenschap van Saale-Elster 1930/31
In 1930/31 werd het veertiende voetbalkampioenschap van Saale-Elster gespeeld, dat georganiseerd werd door de Midden-Duitse voetbalbond. Naumburger SpVgg 05 werd kampioen en plaatste zich voor de Midden-Duitse eindronde. De club verloor meteen van 1. Jenaer SV 03. 
SpVgg 1919 Teuchern veranderde de naam in SV Teuchern 1910.

## Gauliga
| Plaats | Club                            | Wed. | W  | G | V  | Saldo | Ptn.  |
| ------ | ------------------------------- | ---- | -- | - | -- | ----- | ----- |
| 1.     | Naumburger SpVgg 05             | 18   | 10 | 6 | 2  | 51:20 | 26:10 |
| 2.     | TuRV 1861 Weißenfels            | 18   | 11 | 3 | 4  | 51:24 | 25:11 |
| 3.     | Weißenfelser FV Schwarz-Gelb 03 | 18   | 10 | 4 | 4  | 58:23 | 24:12 |
| 4.     | SV Teuchern 1910                | 18   | 10 | 2 | 6  | 42:35 | 22:14 |
| 5.     | SC 1903 Weißenfels              | 18   | 9  | 3 | 6  | 41:46 | 21:15 |
| 6.     | SpVgg 1910 Zeitz                | 18   | 7  | 4 | 7  | 51:36 | 18:18 |
| 7.     | SV Blau-Gelb 07 Weißenfels      | 18   | 6  | 2 | 10 | 32:41 | 14:22 |
| 8.     | SC 24 Grana/Zeitz               | 18   | 4  | 6 | 8  | 24:34 | 14:22 |
| 9.     | Zeitzer BC 1903                 | 18   | 6  | 1 | 11 | 31:55 | 13:23 |
| 10.    | SV Wacker Corbetha              | 18   | 0  | 3 | 15 | 17:84 | 3:33  |

|  | Kampioen, geplaatst voor Midden-Duitse eindronde |
|  | Degradatie                                       |